# Anna Jansson (översättare)
Anna Jansson, född 1985, är en svensk översättare från arabiska.

## Översättningar i urval
- Khaled Alesmael (2018). Selamlik. Stockholm: Leopard förlag. ISBN 9789173437783
- Dima Wannous (2018). De rädda. Stockholm: Norstedts. ISBN 9789113082479
- Adania Shibli (2018). Vi är alla lika fjärran från kärleken. Stockholm: Tranan. ISBN 9789188253378
- Suzanne Ibrahim (2019). När vinden exploderar mot min hud. Luleå: Teg Publishing. ISBN 9789188035448
- Khaled Alesmael (2020). ”En tygväska med Damaskustryck” (radionovell). Sveriges Radio P1.
- Khaled Alesmael (2020). En port till havet: brev från arabiska bögar. Stockholm: Leopard förlag. ISBN 9789189145177
- Jokha Alharthi (2021). Himlakroppar. Stockholm: Tranan. ISBN 9789189175372
- Haytham el-Wardany (2022). Sömnboken. Stockholm: Nirstedt/litteratur. ISBN 9789189389809
- Adonis (poet) & Jafer Taoun (bild) (2023). Färgens drömmar. Stockholm: Ellerströms text. ISBN 9789198576429